# بارتوو (آلمان)
بارتوو (به آلمانی: Bartow) یک شهر در آلمان است که در Mecklenburgische Seenplatte District واقع شده‌است. بارتوو ۵۸۰ نفر جمعیت دارد.